# Association des parents gays et lesbiens
L'Association des parents et futurs parents Gays et Lesbiens (APGL), officiellement crée en 1986, est une association française, s'adressant principalement aux personnes homosexuelles ayant des enfants, également appelées Homoparents, que ce soit de fait (cas de personnes ayant eu des enfants au cours d'une précédente vie hétérosexuelle), ou par désir d'enfants. Cette Association milite aussi contre les discriminations à l'encontre des parents Gays et Lesbiens.

## Historique
Créée en 1986 par Philippe Fretté, l'association s'est appelée initialement association des pères gays (APG) puis Association des parents et futurs parents gays et lesbiens et garde le signe APGL malgré l'ajout du mot « futurs » en 1996.

## Objectifs de l'association
Elle a pour objectifs :
- la défense de toutes les formes de parentalité ;
- l'inscription de l'homoparentalité dans la réalité juridique et sociale ;
- la lutte contre les discriminations dont sont l'objet les couples homosexuels, que ce soit :
  - dans la détermination de leurs droits vis-à-vis de leurs enfants en cas de divorce ;
  - dans le traitement de leur candidature à l'adoption en tant que célibataires[4] ;
- l'obtention de l'égalité des droits, notamment ceux concernant :
  - l'adoption par un couple homosexuel[5] ;
  - l'adoption par le conjoint (second parent) lorsque l'enfant n'a qu'un parent reconnu ;
  - l'insémination artificielle pour les célibataires, les couples de femmes et les « coparents » ;
  - la légalisation de la gestation pour autrui (GPA) dans le cadre d'un encadrement éthique et juridique.

L'APGL rassemble 1 500 adhérents sur le territoire français en 2007 au sein de 15 à 20 antennes (Île-de-France, Atlantique, PACA, Normandie, Grand Nord, Rhône-Alpes…) et relais régionaux qui militent pour que les quelques milliers d'enfants élevés en France par les familles dont au moins un parent est homosexuel se voient inscrits dans la réalité juridique et sociale française.

## Place dans le monde de la famille, LGBT et politique
Après des difficultés, dont un refus en 2002, elle est membre de l'Union nationale des associations familiales,,, depuis le 22 mai 2015.
Pour illustrer le familialisme, Michel Chauvière, un sociologue, retrace l'histoire de l'APGL.
Depuis 1999, elle est une interlocutrice des pouvoirs publics,, du parlement et du gouvernement sur les lois touchant à la famille sur la PMA, la GPA… Cela se traduit par exemple par le fait qu'elle est membre du Haut Conseil de la famille, de l'enfance et de l'âge. Elle a été reçue par Christiane Taubira lors des consultations sur la loi mariage pour tous et par l’Élysée.
Elle est à l'origine du mot homoparentalité,,,, entré dans le dictionnaire Le Robert en 2001.
Elle est depuis 2017 reconnue association d'intérêt général à caractère familial.
Elle est membre du Centre LGBT Paris-Île-de-France. Elle a été membre de l'Inter-LGBT.
Dans son article « Histoire des revendications homoparentales en France », Martine Gross dit d'elle « L’APGL est cependant la seule à se présenter spécifiquement comme une association de parents homosexuels ou d’homosexuels souhaitant devenir parents et à s’être donné pour principal objectif d’inscrire les familles homoparentales dans la réalité juridique et sociale. Elle est à ce titre incontournable pour qui s’intéresse à l’histoire des revendications homoparentales… ».

## Actions
Pour aider à la construction de projet de coparentalité, elle aide à mettre en place des conventions entre les futurs parents.
Elle permet de mener des enquêtes comme en 2005 pour des universitaires.
L'antenne Île-de-France organise en 2013 le deuxième Salon du livre homoparental.
À la vue des programmes sur la famille lors de l'élection présidentielle de 2017, elle appelle, comme beaucoup d'autres associations sur ce sujet, à voter pour Emmanuel Macron lors du second tour.
Elle accueille positivement l'ouverture de la révision des lois d'éthique pour pouvoir ouvrir la PMA pour toutes. Si l'ouverture de la GPA n'est pas à l'ordre du jour, l'association explique l'enjeu de ces sujets dans les médias et souhaite le faire auprès des groupes de travail du comité d'éthique.
En 2017, elle porte plainte contre une campagne de communication de La Manif pour tous.
En 2018, elle coproduit un film-documentaire avec Émilie Jouvet :  Mon enfant, ma bataille. 35 ans de lutte des familles homoparentales (90 min, 2019) qui relate l’histoire de l’homoparentalité en France.

## Publications
- Petit guide à l'usage des familles homoparentales et des autres[34], 1997.
- Guide bibliographique de l'homoparentalité en 1998[35] recensant et résumant plus de 200 études au sujet de l’homoparentalité. Ce guide bibliographie a été mis à jour en 2007[36] et contient désormais plus de 1 000 références bibliographiques[37].

## Personnalités liées
- Martine Gross[2], vice-présidente[17].

### Présidence
- Mme Catherine Clavin, coprésidente et M Dominique Boren, coprésident (Actuellement coprésidents)
- Marie-Claude Picardat et Dominique Boren, coprésidents[12]. Marie-Claude Picardat a reçu la Légion d’honneur le 12 octobre 2016 de Laurence Rossignol, ministre des Familles, de l'Enfance et des Droits des femmes : « Nous sommes ici pour vous distinguer, distinguer le combat d’une vie, votre engagement au service de la reconnaissance de toutes les familles et de leur diversité[12]. » (coprésidents jusqu'à 2019)
- Wanda Martin (coprésidente de l'APGL[6]).
- Philippe Fretté (fondateur de l'APGL[6]).
- Éric Garnier (coprésident de l'APGL[6],[17] de 2002 à 2008[38]).
- Éric Dubreuil (président d'honneur[6]).